# Алессандро Грандоні
Алессандро Грандоні (італ. Alessandro Grandoni, нар. 22 липня 1977, Терні) — італійський футболіст, що грав на позиції захисника. По завершенні ігрової кар'єри — тренер. З 2018 року очолює тренерський штаб команди «Савона».
Виступав, зокрема, за клуби «Лаціо», «Сампдорія» та «Ліворно», а також олімпійську збірну Італії, з якою був учасником турніру 2000 року.

## Клубна кар'єра
Народився 22 липня 1977 року в місті Терні. Вихованець футбольної школи клубу «Тернана». Дорослу футбольну кар'єру розпочав 1993 року в основній команді того ж клубу, в якій провів два сезони, взявши участь у 52 матчах Серії D.
Влітку 1995 року перейшов у «Лаціо», за яке дебютував у Серії А. Всього відіграв за «біло-блакитних» наступні три сезони своєї ігрової кар'єри і виборов титул володаря Кубка та Суперкубка Італії, але основним гравцем так і не став.
1998 року перейшов у «Сампдорію», з якою у першому ж сезоні вилетів у Серію Б де і продовжив грати. У січні 2000 року був відданий в оренду в «Торіно», але не зумів врятувати команду від вильоту з Серії А, після чого повернувся в «Сампдорію». У Генуї Грандоні знову став основним гравцем і 2003 року допоміг команді повернутись в елітний дивізіон, після чого втратив місце в основі.
У січні 2004 року перейшов в «Модену», але і цю команду не врятував вів вильоту з Серії А в першому ж сезоні, після чого з літа 2004 року п'ять сезонів захищав кольори «Ліворно». Граючи у складі «Ліворно» також здебільшого виходив на поле в основному складі команди, але у 2008 році втратив місце в основі «темно-бордових» і 31 серпня 2009 року був відданий в оренду в клуб «Галліполі», що перед цим вперше в історії вийшло до Серії Б. Втім клуб виступав невдало і зайняв передостаннє 21 місце, після чого був оголошений банкрутом і втратив професійний статус, а Грандоні став вільним агентом.
В серпні 2010 року підписав однорічний контракт з грецьким «Олімпіакосом» (Волос), але так і не зігравши жодного матчу за клуб, незабаром покинув команду і в січні 2011 року став гравцем клубу «Спортінг Терні» з Серії D, у складі якого і закінчив ігрову кар'єру по завершенні сезону 2011/12 років. Загалом за свою кар'єру він провів 227 матчів і 3 голи в Серії А і 149 матчів в Серії Б.

## Виступи за збірні
З 1997 року залучався до складу молодіжної збірної Італії. З командою до 21 року Грандоні став переможцем молодіжного чемпіонату Європи 2000 року, а з командою до 23 років виграв Середземноморські ігри у 1997 році. Всього на молодіжному рівні зіграв у 23 офіційних матчах.
2000 року захищав кольори олімпійської збірної Італії на футбольному турнірі Олімпійських ігор 2000 року у Сіднеї, ставши чвертьфіналістом турніру.

## Кар'єра тренера
З серпня по жовтень 2012 року тренував футзальний клуб «Масса Мартана».
Розпочав тренерську кар'єру у великому футболі 2014 року, і став тренувати юнацьку команду «Фіорентини», де пропрацював з 2014 по 2016 рік, а у вересні 2016 року очолив дублюючу команду «Пізи».
28 листопада 2017 року вперше став головним тренером, очоливши клуб «Скандіччі» з Серії D і зумів врятувати клуб від вильоту в нижчий дивізіон, перемігши в матчі плей-аут.
14 червня 2018 року очолив тренерський штаб іншої команди Серії D «Савона».

## Статистика виступів

### Статистика клубних виступів
| Сезон                      | Команда                    | Чемпіонат                  | Чемпіонат | Чемпіонат | Національний кубок | Національний кубок | Національний кубок | Єврокубки | Єврокубки | Єврокубки | Інші змагання | Інші змагання | Інші змагання | Усього за | Усього за |
| Сезон                      | Команда                    | Ліга                       | Ігор      | Голів     | Ліга               | Ігор               | Голів              | Ліга      | Ігор      | Голів     | Ліга          | Ігор          | Голів         | Ігор      | Голів     |
| -------------------------- | -------------------------- | -------------------------- | --------- | --------- | ------------------ | ------------------ | ------------------ | --------- | --------- | --------- | ------------- | ------------- | ------------- | --------- | --------- |
| 1993–94                    | «Тернана»                  | D                          | 22        | 1         | -                  | -                  | -                  | -         | -         | -         | -             | -             | -             | 22        | 1         |
| 1994–95                    | «Тернана»                  | D                          | 30        | 0         | -                  | -                  | -                  | -         | -         | -         | -             | -             | -             | 30        | 0         |
| Усього за «Тернану»        | Усього за «Тернану»        | Усього за «Тернану»        | 52        | 1         |                    | -                  | -                  |           | -         | -         |               | -             | -             | 52        | 1         |
| 1995–96                    | «Лаціо»                    | A                          | 4         | 0         | КІ                 | 0                  | 0                  | КУЄФА     | 0         | 0         | -             | -             | -             | 4         | 0         |
| 1996–97                    | «Лаціо»                    | A                          | 19        | 1         | КІ                 | 3                  | 0                  | КУЄФА     | 2         | 0         | -             | -             | -             | 24        | 1         |
| 1997–98                    | «Лаціо»                    | A                          | 10        | 0         | КІ                 | 8                  | 0                  | КУЄФА     | 4         | 0         | -             | -             | -             | 22        | 0         |
| Усього за «Лаціо»          | Усього за «Лаціо»          | Усього за «Лаціо»          | 33        | 1         |                    | 11                 | 0                  |           | 6         | 0         |               | -             | -             | 50        | 1         |
| 1998–99                    | «Сампдорія»                | A                          | 31        | 0         | КІ                 | 4                  | 0                  | Інт       | 6         | 0         | -             | -             | -             | 41        | 0         |
| 1999–00                    | «Сампдорія»                | B                          | 1         | 0         | КІ                 | 3                  | 0                  | -         | -         | -         | -             | -             | -             | 4         | 0         |
| 1999–00                    | «Торіно»                   | A                          | 17        | 1         | КІ                 | 0                  | 0                  | -         | -         | -         | -             | -             | -             | 17        | 1         |
| 2000–01                    | «Сампдорія»                | B                          | 33        | 0         | КІ                 | 3                  | 0                  | -         | -         | -         | -             | -             | -             | 36        | 0         |
| 2001–02                    | «Сампдорія»                | B                          | 34        | 0         | КІ                 | 6                  | 0                  | -         | -         | -         | -             | -             | -             | 40        | 0         |
| 2002–03                    | «Сампдорія»                | B                          | 37        | 0         | КІ                 | 7                  | 0                  | -         | -         | -         | -             | -             | -             | 44        | 0         |
| 2003–04                    | «Сампдорія»                | A                          | 2         | 0         | КІ                 | 4                  | 0                  | -         | -         | -         | -             | -             | -             | 6         | 0         |
| Усього за «Сампдорію»      | Усього за «Сампдорію»      | Усього за «Сампдорію»      | 138       | 0         |                    | 27                 | 0                  |           | 6         | 0         |               | -             | -             | 171       | 0         |
| 2003–04                    | «Модена»                   | A                          | 16        | 0         | КІ                 | 0                  | 0                  | -         | -         | -         | -             | -             | -             | 16        | 0         |
| 2004–05                    | «Ліворно»                  | A                          | 25        | 0         | КІ                 | 4                  | 0                  | -         | -         | -         | -             | -             | -             | 29        | 0         |
| 2005–06                    | «Ліворно»                  | A                          | 34        | 0         | КІ                 | 2                  | 0                  | -         | -         | -         | -             | -             | -             | 36        | 0         |
| 2006–07                    | «Ліворно»                  | A                          | 34        | 0         | КІ                 | 0                  | 0                  | КУЄФА     | 7         | 0         | -             | -             | -             | 41        | 0         |
| 2007–08                    | «Ліворно»                  | A                          | 34        | 2         | КІ                 | 0                  | 0                  | -         | -         | -         | -             | -             | -             | 34        | 2         |
| 2008–09                    | «Ліворно»                  | B                          | 17+1      | 0         | КІ                 | 3                  | 0                  | -         | -         | -         | -             | -             | -             | 21        | 0         |
| 2009–10                    | «Ліворно»                  | A                          | 1         | 0         | КІ                 | 0                  | 0                  | -         | -         | -         | -             | -             | -             | 1         | 0         |
| Усього за «Ліворно»        | Усього за «Ліворно»        | Усього за «Ліворно»        | 145+1     | 2         |                    | 9                  | 0                  |           | 7         | 0         |               | -             | -             | 162       | 2         |
| 2009–10                    | «Галліполі»                | B                          | 30        | 0         | КІ                 | 0                  | 0                  | -         | -         | -         | -             | -             | -             | 30        | 0         |
| 2010–11                    | «Спортінг Терні»           | D                          | 10        | 1         | КІ-D               | 0                  | 0                  | -         | -         | -         | -             | -             | -             | 10        | 1         |
| 2011–12                    | «Спортінг Терні»           | D                          | ?1        | 3+1       | КІ-D               | 2                  | 0                  | -         | -         | -         | -             | -             | -             | 31        | 4         |
| Усього за «Спортінг Терні» | Усього за «Спортінг Терні» | Усього за «Спортінг Терні» | 38+1      | 4+1       |                    | 2                  | 0                  |           | -         | -         |               | -             | -             | 41        | 5         |
| Усього за кар'єру          | Усього за кар'єру          | Усього за кар'єру          | 469+2     | 9+1       |                    | 49                 | 0                  |           | 19        | 0         |               | -             | -             | 539       | 10        |

## Титули і досягнення
- Переможець Середземноморських ігор: 1997
- Володар Кубка Італії (1):

«Лаціо»: 1997–98
- Володар Суперкубка Італії (1):

«Лаціо»: 1998
- Чемпіон Європи (U-21) (1):

Італія (U-21): 2000